# Liste der Pfarren im Dekanat Bruck an der Leitha
Das Dekanat Bruck an der Leitha ist ein Dekanat im Vikariat Unter dem Wienerwald der römisch-katholischen Erzdiözese Wien.

## Pfarren mit Kirchengebäuden und Kapellen
| Pfarre                          | Pfarrverband/Seelsorgeraum | Ink.                | Seit      | Patrozinium                   | Kirchengebäude und Kapellen |                            |
| ------------------------------- | -------------------------- | ------------------- | --------- | ----------------------------- | --- | -------------------------- |
| Arbesthal                       | Carnuntum                  |                     | 1783      | St. Johannes der Täufer       | Pfarrkirche Arbesthal | Pfarrkirche Arbesthal      |
| Bruck an der Leitha             | Carnuntum                  |                     | um 1100   | Allerheiligste Dreifaltigkeit | Pfarrkirche Bruck an der Leitha Kapelle im Marienheim Bruck an der Leitha, Kapelle im Bürgerspital Bruck an der Leitha, Kapelle im Pfarrhof Bruck an der Leitha | Pfarrkirche Bruck          |
| Gallbrunn                       | Salvatorianerpfarren       | Salvatorianer (SDS) | 1783      | St. Florian                   | Pfarrkirche Gallbrunn | Pfarrkirche Gallbrunn      |
| Göttlesbrunn                    | Carnuntum                  |                     | um 1556   | St. Philipp und St. Jakob     | Pfarrkirche Göttlesbrunn | Pfarrkirche Göttlesbrunn   |
| Höflein bei Bruck an der Leitha | Carnuntum                  |                     | nach 1544 | St. Ulrich                    | Pfarrkirche Höflein bei Bruck an der Leitha | Pfarrkirche Höflein        |
| Hollern                         | Carnuntum                  |                     | 1760      | St. Helena                    | Pfarrkirche Hollern | Pfarrkirche Hollern        |
| Mannersdorf am Leithagebirge    | Leithagebirge              |                     | nach 1250 | St. Martin                    | Pfarrkirche Mannersdorf am Leithagebirge Filialkirche Wasenbruck                                                                                                | Pfarrkirche Mannersdorf    |
| Margarethen am Moos             | Salvatorianerpfarren       | Salvatorianer (SDS) | um 1100   | St. Margareta                 | Pfarrkirche Margarethen am Moos | Pfarrkirche Margarethen    |
| Pachfurth                       | Carnuntum                  |                     | 1785      | St. Rochus                    | Pfarrkirche Pachfurth | Pfarrkirche Pachfurth      |
| Pischelsdorf                    | Leithagebirge              |                     | vor 1151  | St. Stephanus                 | Pfarrkirche Pischelsdorf an der Leitha Filialkirche Götzendorf                                                                                                  | Pfarrkirche Götzendorf     |
| Rohrau                          | Carnuntum                  |                     | vor 1300  | St. Vitus                     | Pfarrkirche Rohrau | Pfarrkirche Rohrau         |
| Sarasdorf                       | Salvatorianerpfarren       |                     | 1784      | St. Ulrich                    | Pfarrkirche Sarasdorf | Pfarrkirche Sarasdorf      |
| Sommerein                       | Leithagebirge              |                     | um 1350   | Mariä Heimsuchung             | Pfarrkirche Sommerein | Pfarrkirche Sommerein      |
| Stixneusiedl                    | Salvatorianerpfarren       |                     | 1784      | St. Peter und Paul            | Pfarrkirche Stixneusiedl | Pfarrkirche Stixneusiedl   |
| Trautmannsdorf an der Leitha    | Salvatorianerpfarren       |                     | um 1100   | St. Katharina                 | Pfarrkirche Trautmannsdorf an der Leitha | Pfarrkirche Trautmannsdorf |
| Wilfleinsdorf                   | Carnuntum                  |                     | vor 1250  | St. Peter und Paul            | Pfarrkirche Wilfleinsdorf | Pfarrkirche Wilfleinsdorf  |

## Dekanat Bruck an der Leitha
Das Dekanat umfasst 16 Pfarren im südöstlichen Niederösterreich.
Diözesaner Entwicklungsprozess
Am 29. November 2015 wurden für alle Pfarren der Erzdiözese Wien Entwicklungsräume definiert. Die Pfarren sollen in den Entwicklungsräumen stärker zusammenarbeiten, Pfarrverbände oder Seelsorgeräume bilden. Am Ende des Prozesses sollen aus den Entwicklungsräumen neue Pfarren entstehen. Im Dekanat Bruck an der Leitha wurden folgende Entwicklungsräume festgelegt:
- Arbesthal, Bruck an der Leitha, Göttlesbrunn, Höflein bei Bruck an der Leitha, Hollern, Pachfurth, Rohrau, Stixneusiedl und Wilfleinsdorf
  - Subeinheit 1: Bruck an der Leitha, Göttlesbrunn, Höflein bei Bruck an der Leitha, Pachfurth und Wilfleinsdorf
  - Subeinheit 2: Hollern und Rohrau
  - Subeinheit 3: Arbesthal und Stixneusiedl
- Gallbrunn, Margarethen am Moos, Sarasdorf und Trautmannsdorf an der Leitha
- Mannersdorf am Leithagebirge, Pischelsdorf und Sommerein

Mit 1. Oktober 2020 trat der Pfarrverband Leithagebirge mit den Pfarren Mannersdorf am Leithagebirge, Pischelsdorf und Sommerein in Kraft.

## Dechanten
- Pawel Gnat MSF, Pfarrer in Göttlesbrunn[3]